# Bosnidilhia
Bosnidilhia is een geslacht van weekdieren uit de klasse van de Gastropoda (slakken).

## Soort
- Bosnidilhia vreloana Boeters, Glöer & Pešić, 2013